# Natación en aguas abiertas en los Juegos Panamericanos

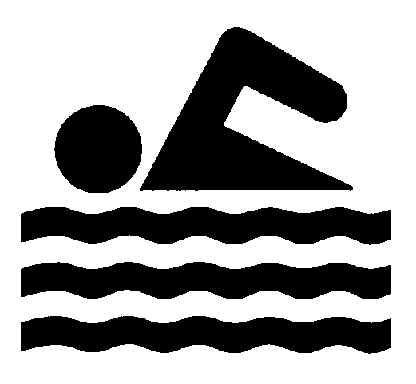
Natación en Aguas Abiertas

La prueba de Natación en Aguas Abiertas fue admitida en los Juegos Panamericanos desde la décima quinta edición que se celebró en Río de Janeiro en Brasil  en 2007.
Esta prueba es a 10 km y cuenta con ambas ramas varonil y femenil.

## Eventos
Los siguientes eventos son los realizados en la prueba de natación en aguas abietas, según la sede son los eventos realizados.

### Masculino
- 10 km

### Femenino
- 10 km

## Medallero masculino
Actualizado Lima 2019
| Núm. | País           | Oro | Plata | Bronce | Total |
| ---- | -------------- | --- | ----- | ------ | ----- |
| 1    | Estados Unidos | 2   | 4     | 0      | 6     |
| 2    | Ecuador        | 1   | 0     | 1      | 2     |
| 3    | Canadá         | 1   | 0     | 0      | 1     |
| 4    | Brasil         | 0   | 0     | 2      | 2     |
| 5    | Argentina      | 0   | 0     | 1      | 1     |

## Medallero femenino
Actualizado Lima 2019
| Núm. | País           | Oro | Plata | Bronce | Total |
| ---- | -------------- | --- | ----- | ------ | ----- |
| 1    | Estados Unidos | 2   | 0     | 1      | 3     |
| 2    | Brasil         | 1   | 2     | 1      | 4     |
| 3    | Argentina      | 1   | 1     | 0      | 2     |
| 4    | Venezuela      | 0   | 1     | 0      | 1     |
| 5    | Canadá         | 0   | 0     | 1      | 1     |
| 5    | Ecuador        | 0   | 0     | 1      | 1     |

## Medallero Histórico Ambas Ramas
Actualizado Lima 2019
| Núm. | País           | Oro | Plata | Bronce | Total |
| ---- | -------------- | --- | ----- | ------ | ----- |
| 1    | Estados Unidos | 4   | 4     | 1      | 9     |
| 2    | Brasil         | 1   | 2     | 3      | 4     |
| 3    | Argentina      | 1   | 1     | 1      | 3     |
| 4    | Ecuador        | 1   | 0     | 2      | 3     |
| 5    | Canadá         | 1   | 0     | 1      | 2     |
| 6    | Venezuela      | 0   | 1     | 0      | 1     |

- Datos: Q30914354